# Valsaria bambusae
Valsaria bambusae är en svampart som beskrevs av J.N. Kapoor & H.S. Gill 1962. Valsaria bambusae ingår i släktet Valsaria, ordningen Diaporthales, klassen Sordariomycetes, divisionen sporsäcksvampar och riket svampar.   Inga underarter finns listade i Catalogue of Life.